# De Hoop (Amsterdam)
De Hoop is een rijksmonumentaal grachtenpand op het adres Keizersgracht 209 in het centrum van de Nederlandse hoofdstad Amsterdam. Boven op de balustrade boven op de gevel staat een beeld dat mogelijk is gemaakt door Ignatius van Logteren. Het pand is in 1619, tezamen met de panden op de nummer 211 en 213, gebouwd. De gevel van het pand stamt uit 1738, de verbouwing werd uitgevoerd in opdracht van Abraham Verhamme. Verhammes (in)directe nazaten bleven nog tot in de 19e eeuw in het huis, en het naastgelegen pand De Liefde, wonen.
De Hoop is op 5 juni 1970 in het monumentenregister ingeschreven als rijksmonument.

## Geschiedenis
In 1874 werd het pand gekocht door de tabakshandelaar Justus Wuette. In 1897 werd het woonhuis omgebouwd tot een kantoorpand, het gebouw werd het hoofdkantoor van Miele & Co. In 2001-2002 volgde weer een grotere verbouwing, het kantoorpand werd zodanig verbouwd dat het meerdere kantoren kan huizen.

## Exterieur
De voorgevel is vier traveeën breed. De top is voorzien van een versierde zandstenen kroonlijst. De kroonlijst bestaat uit een fries met daarin vier ramen. In de fries zijn consoles tussen de ramen aangebracht, op de hoeken zijn geblokte hoeklisenen geplaatst. Boven de kroonlijst is een balustrade geplaatst. Het middenstuk steekt naar voren en op de kopzijdes staan vazen. De balustrade bestaat uit drie delen: een twee traveeën breed fronton met aan weerszijden holronde balustrades met daarin flesvormige balusters. Op het middenstuk staat een gebroken fronton met in het midden een vrouwelijk beeld. Het beeld stelt de Hoop voor. De deurpartij is in de stijl van de Empire. Het fronton is verder versierd met ornamenten die typerend zijn voor de Hollandse Lodewijk XIV-stijl, waaronder schelpvullingen en bladornamenten.

## Interieur
Van het interieur uit 1738 zijn delen als de marmeren gang, het trappenhuis met daarin een kroonluchter, een smeedijzeren vergulde trapleuning (late 19e of vroege 20e eeuw), en het stucwerk bewaard gebleven. De woning zelf bestaat uit een voorhuis en een souterrain, de bel-etage heeft een aantal kamers in de stijl van de 19e eeuw.

### Trappenhuis
De grote trap gaat maar tot de eerste verdieping, tot op de eerste verdieping is de trap voorzien van eikenhouten betimmering, boven de eerste verdieping houdt deze betimmering op. Boven de betimmering is wel stucwerk aangebracht, deze loopt door via een vide die fungeert als lichtschacht. Boven op de lichtschacht staat een vierkante lichtkoepel, ongeveer ter hoogte van de zolder. De betimmering ter hoogte van de zolder is versierd met ornamenten en profileringen gemaakt uit stucwerk en in de stijl van de Hollandse Lodewijk XIV-stijl. Ornamenten aldaar zijn onder andere: spiegelbogen, schelpornamenten, gestileerde bladmotieven, pilasters met Korinthische kapitelen. Het gehele trappenhuis vormt wel één ruimtelijke identiteit, dit wordt bereikt door alle kozijnen dezelfde vormen te geven en de decoraties overal gelijk qua vorm te houden.

### Stijlkamers
Op de begane grond bevinden zich drie stijlkamers, deze komen uit verschillende periodes en zijn daarom in verschillende stijlen gebouwd.

#### Neorenaissancekamer
De kamer linksvoor is vermoedelijk nog in originele 19e-eeuwse kleurstelling, deze kamer is in de stijl van de neorenaissance. Het plafond is zwaar geprofileerd en over het algemeen roomkleurig, delen zijn donkerbruin met goudkleurige accenten, vermoedelijk zijn dit de originele kleuren. In het midden van het plafond een halve bolvorm met daaraan een kroonluchter. De muren zijn gedecoreerd met goudverf en zwaar aangezette decoratieve elementen.
De bewerkte deuren, en omlijstingen, zijn bekleed met mahonie- en ebbenhout. Delen van de deuren zijn verguld. De schoorsteenmantel is in gelijke stijl gebouwd, ook hier is mahonie- en ebbenhout gebruikt en het hoofdgestel is voorzien van goudkleurige consoles. Het hoofdgestel wordt gedragen door vier gedraaide zuilen.

#### Lodewijk XVI-kamer
De kamer aan de achterzijde is een kamer in de vroege Lodewijk XVI-stijl, de kamer bevat lambrisering met daarboven rechthoekige wandpanelen. In het midden van elk wandpaneel een medaillon met koppen, om het medaillon zijn bladornamenten geplaatst. De kleurcombinatie en compositie wekt de indruk dat deze kamer in de late 18e eeuw is ingericht, daarmee is het een vroege Lodewijk XVI-stijl. De inrichting is niet stijlzuiver, een aantal elementen wijken af: de kooflijst en de verlaagde plafondlijsten zijn hier voorbeelden van. Vermoedelijk is deze kamer in de late 19e eeuw opgebouwd uit een 18e-eeuwse kamer, deze stijlkamer zou daarmee opzettelijk gemaakt zijn. In combinatie met de voorkamer ontstond voor elk vertrek een eigen karakter.

#### Uitgebouwde kamer
Achter het trappenhuis en naast de kamer in Lodewijk XVI-stijl bevindt zich de derde stijlkamer. Deze kamer is uitgebouwd en komt vermoedelijk geheel of gedeeltelijk uit een ander pand. Dit vermoeden komt door de, op sommige plekken, minder netjes gezaagde stukken en de hoekoplossingen van het stucwerk. Vermoedelijk zijn de schoorsteenpartij en het stucplafond op de nieuwe interieurdelen aangepast. In deze kamer bevindt zich eveneens een blinde dubbele deur, deze is wel voorzien van een bovenlicht in het stucplafond. De lambrisering heeft een lijst van miniatuurcartouches.